# Anastasio (nome)
Anastasio  è un nome proprio di persona italiano maschile.

## Varianti
- Femminili: Anastasia[1]

### Varianti in altre lingue
- Bulgaro: Анастас (Anastas)[1], Анастасий (Anastasij)[1]
- Catalano: Anastasi
- Esperanto: Anastazio
- Greco antico: Αναστάσιος (Anastasios)[1][2]
- Greco moderno: Αναστάσιος (Anastasios)[1]
- Latino: Anastasius[1][2]
- Polacco: Anastazy[1]
- Portoghese: Anastácio
- Russo: Анастас (Anastas)[1], Анастасий (Anastasij)[1]
  - Ipocoristici: Стас (Stas)[1]
- Spagnolo: Anastasio[1]
- Ungherese: Anasztáz[1]

## Origine e diffusione
Deriva dal nome greco Αναστάσιος (Anastasios), che significa letteralmente "resurrezione", essendo basato su αναστασις (anastasis), composto da ανα (ana, "su", "di nuovo") e στασις (stasis, "che sta", da histanai, "far stare"). Il nome venne portato da numerosi santi e martiri fra i primi cristiani, fra cui un monaco del VII secolo particolarmente venerato nell'oriente cristiano.

## Onomastico
L'onomastico può essere festeggiato in memoria di svariati santi, commemorati alle date seguenti:
- 22 gennaio, sant'Anastasio il Persiano, martire in Assiria sotto Cosroe[3]
- 20 aprile, sant'Anastasio di Antiochia, vescovo e martire sotto Foca[3]
- 21 aprile, sant'Anastasio il Sinaita, egumeno
- 11 maggio, sant'Anastasio, martire con la moglie Teopista e i figli a Camerino[3]
- 30 maggio, sant'Anastasio di Pavia, vescovo[3]
- 14 giugno, sant'Anastasio, martire con Felice e Digna a Cordova[3]
- 19 dicembre, sant'Anastasio I, papa[3]

## Persone

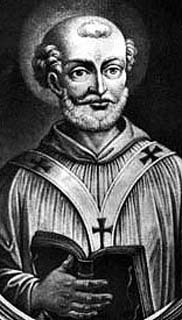
Papa Anastasio I

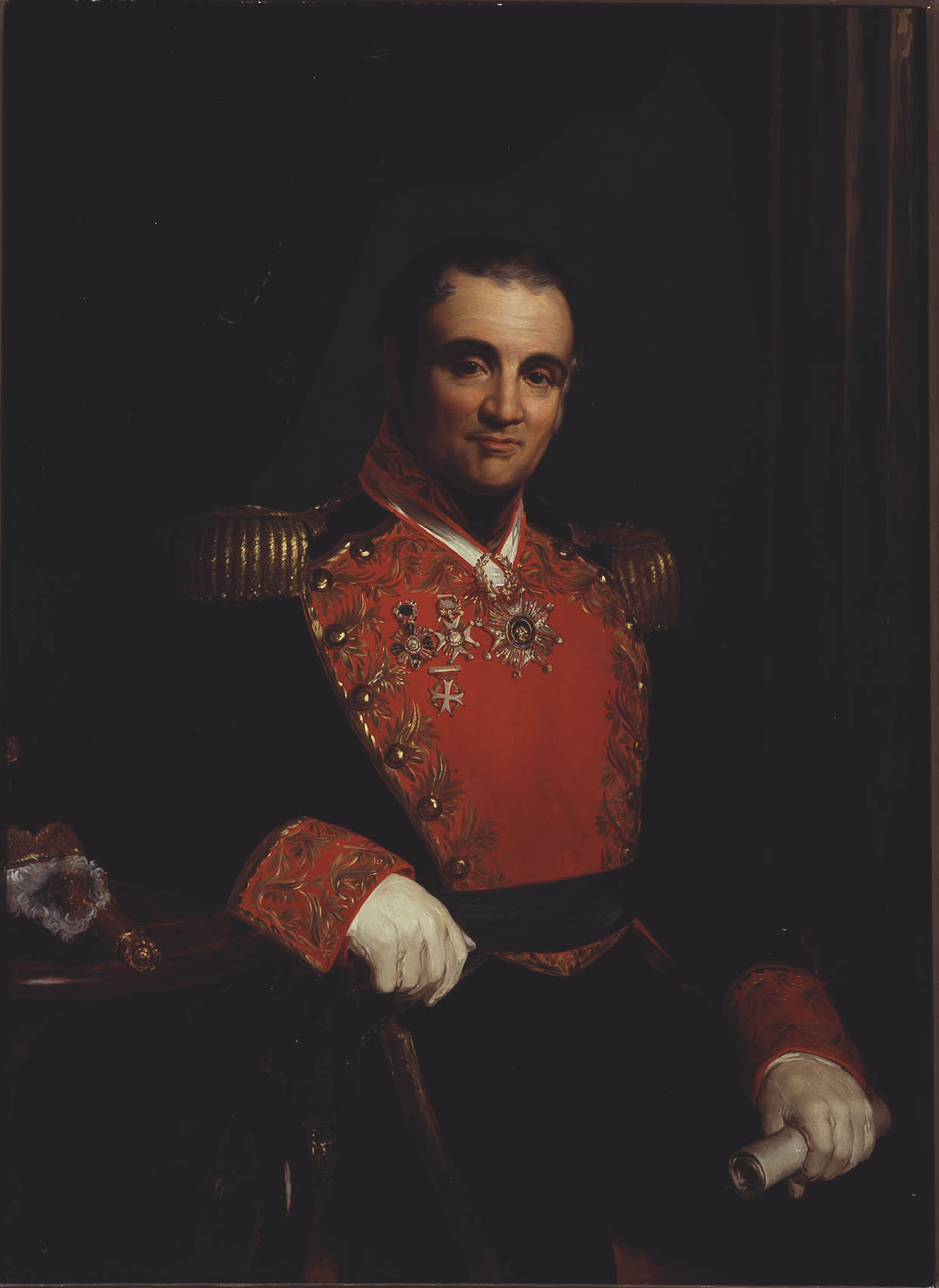
Anastasio Bustamante

- Anastasio, patriarca di Costantinopoli
- Anastasio (VIII secolo), vescovo italiano
- Anastasio II, imperatore bizantino
- Anastasio I, papa e santo
- Anastasio II, papa
- Anastasio III, papa
- Anastasio III, abate, filologo e antipapa italiano
- Anastasio IV, papa
- Anastasio di Asti, vescovo italiano
- Anastasio di Cesarea, vescovo palestinese
- Anastasio di Tessalonica, religioso bizantino
- Anastasio il Persiano, monaco e santo persiano
- Anastasio Anastasi, ingegnere italiano
- Anastasio Alberto Ballestrero, cardinale e arcivescovo cattolico italiano
- Anastasio Bustamante, politico messicano
- Anastasio Cocco, scienziato italiano
- Anastasio De Filiis, astronomo italiano
- Anastasio della Croce, teologo tedesco
- Anastasio I Dicoro, imperatore bizantino
- Anastasio Fontebuoni, pittore italiano
- Anastasio Guzmán, farmacista e naturalista spagnolo
- Anastasio Somoza Debayle, politico nicaraguense
- Anastasio Somoza García, politico nicaraguense

### Variante Anastasios

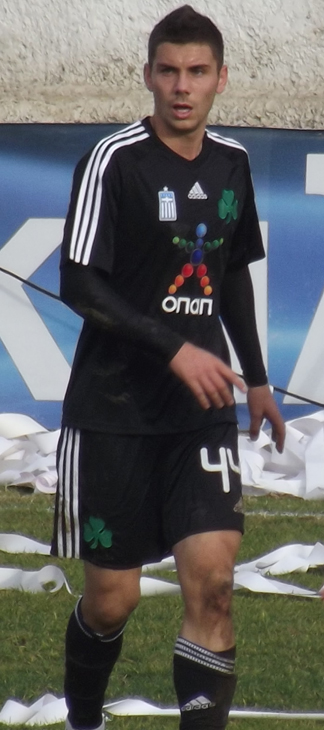
Anastasios Lagos

- Anastasios Andreou, atleta cipriota
- Anastasios Charalambis, politico greco
- Anastasios Kissas, calciatore cipriota
- Anastasios Kyriakos, calciatore greco
- Anastasios Lagos, calciatore greco
- Anastasios Metaxas, architetto e tiratore greco
- Anastasios Pantos, calciatore greco
- Anastasios Papazoglou, calciatore greco
- Anastasios Papoulas, generale e politico greco
- Anastasios Schizas, pallanuotista greco

### Altre varianti
- Anastasius Hartmann, vescovo cattolico austriaco
- Anastas Ivanovič Mikojan, politico sovietico
- Anastasij Andreevič Vonsjackij, politico russo